# Klassieke groep
In de groepentheorie, een deelgebied van de wiskunde, zijn de klassieke groepen de lineaire groepen over de reële getallen, de complexe getallen en de quaternionen, samen met speciale automorfismegroepen  van symmetrische of antisymmetrische bilineaire vormen of sesquilineaire vormen op eindigdimensonale vectorruimten over de reële getallen, de complexe getallen en de quaternionen.
Daarvan vormen de klassieke lie-groepen vier oneindige families van lie-groepen die nauw verwant zijn met de symmetrieën van euclidische ruimten. Er is een zekere speelruimte in het gebruik van de naam klassieke groep, deze hangt van de context af. Klassieke groep lijkt te zijn bedacht door Hermann Weyl, zoals in de titel van zijn monografie uit 1940. Het weerspiegelt hun relatie tot de klassieke meetkunde, in de geest van het Erlanger Programm van Felix Klein. 